# Ischnurges inusitata
Ischnurges inusitata là một loài bướm đêm trong họ Crambidae.